# Accelerando
Accelerando (titre original : Accelerando) est un roman de science-fiction écrit par Charles Stross, d'abord publié de 1999 à 2004 sous forme de nouvelles pour la revue Asimov's Science Fiction. Il est distribué électroniquement comme un livre numérique gratuit en vertu de la licence Creative Commons Paternité-Pas d'Utilisation Commerciale-Pas de licence dérivés (CC by-nc-nd) et également vendu en version sur papier dans lequel il est paru en 2005. La traduction papier française est parue le 3 avril 2015 aux éditions Piranha.

## Le titre
En italien, Accelerando signifie « accélération » et est utilisé comme une indication de tempo de la notation musicale. Il pourrait également se référer à l'accélération à laquelle l'humanité en général et la société, ainsi que les personnages du roman, subissent la singularité technologique. Le terme a été utilisé antérieurement et de cette façon par Kim Stanley Robinson dans sa Trilogie de Mars.

## Thème central
L'humanité connaît une expansion technologique sans précédent. À un certain point (les nanomachines auto-réplicantes, ou peut-être la  conscience artificielle), cette expansion devient auto-entretenue, et le monde n'a plus rien à voir avec ce que l'on aurait pu imaginer avant (voir  singularité).
Accelerando nous fait néanmoins imaginer cette singularité (technologique), à travers trois générations du clan Macx.
Selon Stross, l'inspiration initiale pour les histoires a été son expérience en tant que programmeur pour une entreprise à forte croissance au cours du boom de l'internet des années 1990.
L'univers décrit dans le dernier chapitre du livre est à la base du roman du même auteur, intitulé Glasshouse, publié en juin 2006.

## Résumé
Le roman est divisé en trois parties, chacune se concentrant sur le destin d'un personnage et composée de trois chapitres.
La première partie concerne Manfred Macx un entrepreneur altruiste qui vit sans avoir besoin d'argent en donnant des nouvelles idées d'entreprises.  Son histoire se déroule à partir du début du XXIe siècle. La seconde partie suit sa fille Amber virtualisée avec son équipage dans un vaisseau spatial de moins d'un litre en mission vers une étoile à trois années-lumière de la terre. La dernière partie est essentiellement axée sur son fils Sirhan, dans le monde complètement transformé à la fin du siècle, où le système solaire est transformé en un cerveau matriochka qui menace l'humanité, elle-même par ailleurs chamboulée par les possibilités de virtualiser, répliquer, réincorporer les individus.

### Version libre en ligne
- (en) Le chapitre "Elector" (septembre 2004) est disponible ici.
- (en) Version indexée dans de multiples formats ( html, XML, opendocument ODF, pdf (landscape, portrait), plaintext, concordance ) SiSU
- (en) Manybook avec sélection de format.